# 萬安陵 (南陳)
万安陵是中国南北朝时陈武帝陈霸先的陵墓。
万安陵位于江苏省南京市江宁区东山街道石马冲白马公园，与上坊中学大门相对。现存石辟邪二。高20米，周长70余米。文献记载，南陈灭亡时，被陈霸先政敌王僧辩的儿子王颁所毁。